# دبری
دبری (انگلیسی: Derbi) شرکت موتورسیکلت‌سازی اسپانیایی است، که در سال ۱۹۲۲ تأسیس شد.